# Ludwig Frank (Politiker, 1883)

Ludwig Frank

Ludwig Frank (* 24. Mai 1883 in Marienbad, Österreich-Ungarn; † 4. November 1945 in Pilsen, Tschechoslowakei) war ein sudetendeutscher Politiker (NSDAP).

## Leben und Wirken
Nach dem Besuch der Volksschule und des Untergymnasiums wurde Frank an der Kadettenschule ausgebildet. 1902 wurde er zum Kadettoffizierstellvertreter ernannt, anschließend 1903 zum Leutnant und 1909 zum Oberleutnant im k.u.k. Infanterieregiment Nr. 99 befördert. Im Anschluss an den Besuch der Kriegsschule in Wien wurde Frank 1910 dem k.u.k. Generalstab zugeteilt. 1913 wurde er zum Hauptmann im Generalstabskorps befördert, um dann von 1914 bis 1918 am Ersten Weltkrieg teilzunehmen, in dem er in Galizien, Russland, Tirol, am Isonzo, und zuletzt ab dem 10. Mai 1918 als Major des Generalstabskorps und als Divisionsgeneralstabschef der 12. österreichisch-ungarischen Infanteriedivision am Piave eingesetzt wurde.
Frank wurde 1919 aus dem Militärdienst verabschiedet. Im selben Jahr wurde er von den Tschechen verhaftet, die ihm vorwarfen, Versuche unternommen zu haben, um die Besetzung Deutschböhmens zu verhindern. Er beteiligte sich anschließend am Aufbau deutscher Frontkämpferorganisationen in der Tschechoslowakei.
Frank besaß Mietgaragen mit Fahrerwohnungen für Kurgäste in Marienbad. Er trat 1933 der Sudetendeutschen Heimatfront, der späteren Sudetendeutschen Partei, bei und wurde 1934 Kreisleiter des Kreises VIII (Marienbad). der Sudetendeutschen Partei (SdP) ernannt. 1935 wurde er als Senator seiner Partei in den tschechoslowakischen Senat gewählt und zum Klubobmann der Senatoren der SdP und der Karpatendeutschen Partei ernannt. Im Juni 1936 wurde er Mitglied der Hauptleitung der SdP. Während der Sudetenkrise führte er unter dem Namen Fritz Urban eine Freischar im Kaiserwald und nördlichen Böhmerwald.
Nach der Eingliederung des Sudetenlandes in das Deutsche Reich trat Frank zum 1. November 1938 der NSDAP bei (Mitgliedsnummer 6.600.834). Er wurde ferner Mitglied der SA und Führer z. b. V. der SA-Gruppe Sudeten. Am 9. November 1943 wurde er zum SA-Standartenführer befördert. Vom 4. Dezember 1938 bis zum Ende des Zweiten Weltkrieges war Frank Abgeordneter des Reichstages für das Sudetenland. Daneben war er von Herbst 1938 bis Ende 1940 Landesgruppenführer des Reichsluftschutzbundes und Generalluftschutzführer.
Nach Kriegsende wurde Ludwig Frank in der Tschechoslowakei verhaftet, in die Strafanstalt Pilsen-Bory eingeliefert und dort angeblich ohne Prozess hingerichtet oder ermordet.